# Région de développement Sud-Ouest-Olténie
La région de développement Sud-Ouest-Olténie (en roumain : Regiunea de dezvoltare Sud-Vest Oltenia) est une région de développement de Roumanie créée en 1998, sous-partie de la macro-région 4. Comme les sept autres régions, elle ne dispose pas d'institutions propres mais vise à coordonner sur son territoire des projets de développement régional à gérer des fonds délivrés par l'Union européenne. Elle comprend 5 județe :
- Dolj
- Gorj
- Mehedinți
- Olt
- Vâlcea